# Échelle T

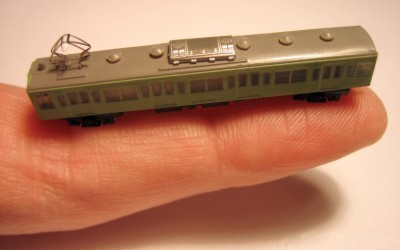
Maquette à l'échelle T.

L'échelle T est une échelle utilisée pour les trains miniatures, développée par K.K. Eishindo.
L'échelle est de 1:450 (au Japon) ou 1:480.
L'écartement standard de 1 435 mm donne une largeur de 3 mm.